# Eric Gandelin
Eric Gandelin (Bourg-la-Reine, 12 de março de 1977) é um engenheiro francês e o atual projetista chefe da equipe de Fórmula 1 da Stake F1 Team Kick Sauber. Ele foi o responsável pelos projetos de carros da equipe suíça. Entre eles: o C33, o C34 e o C35, este último juntamente como o engenheiro britânico Mark Smith.
Gandelin trabalhou anteriormente para a equipe Prost antes de ir para a Sauber, onde ele permaneceu um longo período como chefe de conceito e era muito intimamente ligado ao escritório de design. Eric Gandelin foi promovido a projetista chefe da Sauber em meados de 2013, como substituto para Matt Morris, que deixou esse cargo para ir trabalhar na McLaren.
Gandelin permaneceu no mesmo cargo após a equipe de Fórmula 1 da Sauber ser renomeada para Alfa Romeo Racing no início de 2019. Porém, a propriedade e a administração da equipe permaneceram inalteradas e independentes. Com a equipe sendo rebatizada para Stake F1 Team Kick Sauber no início de 2024.